# Monety kolekcjonerskie III RP w 2007
W 2007 r. Narodowy Bank Polski wyemitował 16 monet kolekcjonerskich o wartości od 10 do 200 złotych.

## Spis monet
| Moneta                                                                      | Nominał     | Stop   | Średnica (mm)   | Masa (g) | Nakład | Data emisji     | Projektant                        | Wizerunek    |
| --------------------------------------------------------------------------- | ----------- | ------ | --------------- | -------- | ------ | --------------- | --------------------------------- | ------------ |
| Foka szara (Halichoerus grypus) Seria: Zwierzęta Świata                     | 20 złotych  | Ag 925 | 38,61           | 28,28    | 58 000 | 17 stycznia     | Ewa Tyc-Karpińska Robert Kotowicz | Awers Rewers |
| Ignacy Domeyko (1802-1889) Seria: Polscy Podróżnicy i Badacze               | 10 złotych  | Ag 925 | 32              | 14,14    | 55 000 | 6 lutego        | Roussanka Nowakowska              | Awers Rewers |
| 75. rocznica złamania szyfru Enigmy                                         | 10 złotych  | Ag 925 | 32              | 14,14    | 52 000 | 21 marca        | Ewa Tyc-Karpińska                 | Awers Rewers |
| 75. rocznica złamania szyfru Enigmy                                         | 100 złotych | Au 900 | 21              | 8        | 8 000  | 21 marca        | Ewa Tyc-Karpińska                 | Awers Rewers |
| 5 zł z 1928 r. - Nike Seria: Dzieje złotego                                 | 10 złotych  | Ag 925 | 32              | 14,14    | 52 000 | 18 kwietnia     | Andrzej Nowakowski                | Awers Rewers |
| 750-lecie lokacji Krakowa                                                   | 10 złotych  | Ag 925 | 32              | 14,14    | 58 000 | 22 maja         | Robert Kotowicz                   | Awers Rewers |
| 750-lecie lokacji Krakowa                                                   | 200 złotych | Au 900 | 27              | 15,50    | 9 600  | 22 maja         | Robert Kotowicz                   | Awers Rewers |
| Miasto średniowieczne w Toruniu Seria: Zabytki Kultury Materialnej w Polsce | 20 złotych  | Ag 925 | 38,61           | 28,28    | 56 000 | 21 czerwca      | Andrzej Nowakowski                | Awers Rewers |
| Henryk Arctowski i Antoni B. Dobrowolski                                    | 10 złotych  | Ag 925 | 32              | 14,14    | 57 000 | 19 września     | Ewa Tyc-Karpińska                 | Awers Rewers |
| 125. rocznica urodzin Karola Szymanowskiego (1882-1937)                     | 10 złotych  | Ag 925 | 32              | 14,14    | 53 000 | 3 października  | Urszula Walerzak                  | Awers Rewers |
| 125. rocznica urodzin Karola Szymanowskiego (1882-1937)                     | 200 złotych | Au 900 | 27              | 15,50    | 8 000  | 3 października  | Urszula Walerzak                  | Awers Rewers |
| Rycerz ciężkozbrojny XV w. Seria: Historia Jazdy Polskiej                   | 10 złotych  | Ag 925 | 32 x 22 (klipa) | 14,14    | 61 000 | 24 października | Roussanka Nowakowska              | Awers Rewers |
| Rycerz ciężkozbrojny XV w. Seria: Historia Jazdy Polskiej                   | 200 złotych | Au 900 | 27              | 15,50    | 9 900  | 24 października | Roussanka Nowakowska              | Awers Rewers |
| Leon Wyczółkowski (1852-1936) Seria: Polscy Malarze XIX/XX wieku            | 20 złotych  | Ag 925 | 40 x 28 (klipa) | 28,28    | 56 000 | 5 grudnia       | Ewa Olszewska-Borys               | Awers Rewers |
| Konrad Korzeniowski/Joseph Conrad (1857-1924)                               | 10 złotych  | Ag 925 | 32              | 14,14    | 59 000 | 20 grudnia      | Robert Kotowicz                   | Awers Rewers |
| Konrad Korzeniowski/Joseph Conrad (1857-1924)                               | 200 złotych | Au 900 | 27              | 15,50    | 8 200  | 20 grudnia      | Robert Kotowicz                   | Awers Rewers |